# 현철호 (소방공무원)
현철호(1956년 ~ )는 대한민국의 소방공무원이다. 

## 생애
육군 특수전사령부 부사관으로 제대한 후 서울특별시 소방공무원으로 임용되어 119 구조대 창설시부터 구조대원으로 활동하였다. 

## 경력
- 1975~1988 육군 특수전사령부 부사관
- 1988 서울소방 119 구조대 1기
- 1988~1989 강동소방서 119 구조대
- 1989~1995 강남소방서 119 구조대
- 1995~1998 서초소방서 119 구조대
- 1998~2007 송파소방서 119 구조대
- 2007~2011 성동소방서 119 구조대
- 2011~2016 강남소방서 119 구조대

## 출연
- 1994~1999 KBS 1TV 긴급구조 119
- 1995 MBC 신인간시대
- 2015 SBS 그것이 알고싶다
- 2016 MBN 기적체험! 구사일생